# Magnetic Man
Magnetic Man es un proyecto de música electrónica y dubstep de Londres, encabezado por Skream, Benga y Artwork. Los tres miembros se conocieron en la localidad de Croydon a finales de los años noventa. En un principio, trabajaron separados; Skream y Benga hacían por un lado los tracks, y Artwork se encargaba de los bajos. A continuación, se juntaban y mezclaban la canción Firmaron con Columbia Records en febrero de 2010. Magnetic Man completaron su primera gira con un lleno total en noviembre de 2010.
Firmaron con Columbia Records en febrero de 2010. Saltaron a la fama con el sencillo "I Need Air", junto a Angela Hunte, que llegó al décimo puesto en la UK Singles Chart. La canción pertenece a su álbum homónimo: "Magnetic Man". Actualmente, el proyecto se ha quedado en segundo plano, y cada miembro está trabajando en solitario. Aun así, siguen reuniéndose y produciendo música. En 2011, produjeron en conjunto la pista «Easy Please Me» incluida en el álbum On a Mission de Katy B.

## Discografía

### Álbumes
- Magnetic Man (2010) [Columbia Records]

### EP
- The Cyberman (2009) [Magnet]

### Sencillos
| Año  | Título                              | Mejores posiciones en listas | Mejores posiciones en listas | Mejores posiciones en listas | Mejores posiciones en listas | Certificaciones | Álbum        |
| Año  | Título                              | R.U.                         | BEL (Fla)                    | BEL (Val)                    | DIN                          | Certificaciones | Álbum        |
| ---- | ----------------------------------- | ---------------------------- | ---------------------------- | ---------------------------- | ---------------------------- | --------------- | ------------ |
| 2010 | «I Need Air» (con Angela Hunte)     | 10                           | 27                           | 55                           | 13                           | - R.U.: Plata   | Magnetic Man |
| 2010 | «Perfect Stranger» (con Katy B)     | 16                           | 63                           | 78                           | —                            |                 | Magnetic Man |
| 2011 | «Getting Nowhere» (con John Legend) | 65                           | 4                            | 32                           | —                            |                 | Magnetic Man |
| 2011 | «Anthemic» (con P Money)            | 50                           | —                            | —                            | —                            |                 | Magnetic Man |